# Républicain et social (Fraktion)

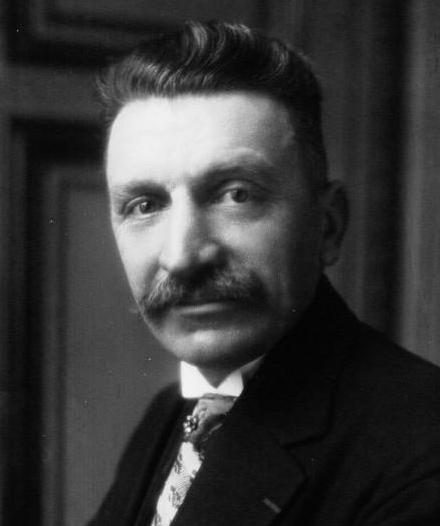
Georges Pernot 1930

Républicain et social (Republikanisch und sozial) war eine Fraktion in der Abgeordnetenkammer der Dritten Republik. Sie bestand von 1932 bis 1936.

## Geschichte
Die Fraktion républicain et social wurde von dem rechtsgerichteten Abgeordneten Georges Pernot nach den Parlamentswahlen von 1932 gegründet, bei denen das zweite Linkskartell siegte. Es handelte sich um eine Abspaltung der Fraktion der Union républicaine et démocratique, die der Fédération républicaine angehörte.
Die Gründung dieser Fraktion und die Wahlniederlage der Rechten 1932 führten zu einem starken Rückgang der Mitgliederzahl der Fédération républicaine von rund 100 auf etwa 40 Abgeordnete, während die Fraktion républicain et social 18 katholische Abgeordnete umfasste. Ein Großteil dieser Abgeordneten schloss sich nach den Parlamentswahlen von 1936 der Fraktion Républicains indépendants et d’action sociale (Unabhängige Republikaner und soziale Aktion) an.